# Башня Вульфардитагуне
Ба́шня Ву́льфардита́гуне (эст. Wulfardi-tagune torn) — оборонительное сооружение, элемент крепостной стены Таллина. Памятник архитектуры XIV века. Расположена на улице Лай, д. 47. 

## История
Башня Вульфардитагуне была построена предположительно в 1370–1390 годах. Крепостная стена на этом месте уже была до этого. В письменных источниках башня впервые упоминается в списке начальников башен Ревеля 1410–1414 годов. Своё название башня получила по фамилии жившего неподалёку Вульфарда Розендаля (Wulf(f)ard Rosendal), купца и бывшего бурмистра Турку, в 1410 году бывшего начальником башни. Переехав в Ревель, Вульфард впал впал в долги, заложил свой дом и ушёл в Пиритаский монастырь Святой Бригитты как иждивенец. В дополнении к списку начальников башен Ревеля от 1413–1414 годов имя Розендаля, вероятно в связи с его смертью, вычеркнуто. 
Свой окончательный вид башня приобрела в 1450-х годах. Предполагается, что тогда она была трёх- или четырёхэтажной и вдвое выше, чем её сохранившая к настоящему времени одноэтажная часть. Башня в основном использовалась в качестве хранилища пороха.
В связи с завершением неподалёку строительства в 1531 году оружейной башни Больших Морских ворот («Толстой Маргариты»), а затем и бастионов, башня Вульфардитагуне потеряла своё фортификационное значение и была запущена. В XVII веке башня разрушилась. В ходе большого пожара в Петров день 1757 года (29 июня), когда сгорели построенный за 30 лет до этого рядом с башней городской дворец Петра Первого и возведённый вокруг него жилой квартал, в документах башню обозначали как сгоревшую пороховую башню. В 1870 году башня была снесена до уровня крепостной стены, после чего она стала представлять собой сводчатый проход, ведущий на участок недвижимости мельника Вильгельма (ныне улица Толли, д. 4). 
В конце 1980-х годов была проведена реставрация башни Вульфардитагуне. В настоящее время она находится в пользовании Таллинского городского архива.